# Esther Staubli
Esther Staubli (Berna, 3 ottobre 1979) è un arbitro di calcio ed ex calciatrice svizzera.

## Carriera

### Calciatrice
Staubli si appassiona al calcio fin dalla giovane età, iniziando la carriera che la porta sino a disputare la Lega Nazionale A, massimo livello del campionato svizzero di categoria, nel ruolo di attaccante con la maglia del Rot-Schwarz Thun.

### Arbitro
Dopo aver abbandonato la carriera da calciatrice, Staubli ottiene la licenza di arbitro da calcio dall'Associazione Svizzera di Football, iniziando a dirigere incontri del campionato svizzero femminile dal 2000.
Dal 2006 è inserita nella FIFA International Referees List.
Nel 2015 viene designata per dirigere la finale di UEFA Women's Champions League 2014-2015, al Friedrich-Ludwig-Jahn-Sportpark di Berlino, Germania, giocata il 14 maggio tra le tedesche dell'1. FFC Francoforte e le francesi del Paris Saint-Germain, incontro che vede le prime vincere per 2-1 in zona Cesarini e aggiudicarsi il loro quarto trofeo.
Due anni più tardi le affidano la finale dell'Europeo dei Paesi Bassi 2017, che vede prevalere la squadra della nazione organizzatrice che ottiene il suo primo titolo continentale battendo per 4-2 le avversarie della Danimarca.
Sempre nel 2017, assieme alla collega ucraina Kateryna Monzul', la UEFA la invia al Mondiale di India 2017 Under-17 maschile come quarto ufficiale. Inaspettatamente, in quell'occasione Staubli è diventata la prima donna ad arbitrare in una Coppa del Mondo U-17 maschile, quando viene designata per la partita del gruppo E della fase a gironi tra Giappone e Nuova Caledonia.